# Within the Ruins
Within the Ruins ist eine 2003 gegründete Metalcore-Band aus Westfield, Massachusetts.

## Geschichte
Within the Ruins wurde im Jahr 2003 von Joe Cocchi (E-Gitarre), Kevin McGuill (Schlagzeug) und Kyle Marcoux (E-Gitarre) in Westfield im US-amerikanischen Bundesstaat Massachusetts gegründet. Bis 2005 schlossen sich mit Rafael Gonzales (Gesang) und Arthur Pero (E-Bass) zwei weitere Musiker an. 2006 veröffentlichte die Band mit Driven by Fear ihre erste EP über Innerstrength Records. Seit ihrer Gründung durchlief die Gruppe mehrere Besetzungswechsel. Heute besteht die Band aus Tim Goergen (Gesang), Joe Cocchi (E-Gitarre), Kevin McGuill (Schlagzeug) und Andrew Tate (E-Bass).
Im Jahr 2008 folgte mit Empires eine zweite EP, die ebenfalls bei Innerstrength erschien. Durch diese EP erhielt die Gruppe ein Angebot von Victory Records, das die Band schließlich unterschrieb. Im Februar 2009 erschien mit Creature das Debütalbum der Band über Victory. Im August 2010 folgte mit Invade das zweite Studioalbum. Zwischen 2011 und 2012 tourte die Gruppe mehrfach durch die Vereinigten Staaten und Europa. Dabei spielte die Gruppe auf mehreren größeren Festivals, wie dem Bamboozle, South by Southwest, dem New England Metal and Hardcore Festival, dem Bonecrusher Fest und die Summer Slaughter Tour. Für die Summer Slaughter Tour nahm die Gruppe mit Omen eine dritte EP mit vier Liedern auf. Die Gruppe wechselte ihr Label und unterschrieb bei E1 Music. Dort erschien nach drei Jahren im Jahr 2013 ihr drittes Album, das den Titel Elite trägt. Dieses Album schaffte erstmals den Einstieg in die nationalen Charts, auf Platz 133. Im Juli 2014 erschien mit Phenomena das bereits vierte Album der Band, welches sich ebenfalls in den Albumcharts, auf Platz 72, positionieren konnte.
Im November 2014 tourte die Band mit Suicide Silence, Emmure und Fit for a King durch Europa. Zu Beginn ihrer Nordamerika-Tournee als Vorband für Suicide Silence überschlug sich ihr Tourbus. Bei diesem Unfall blieben die Musiker unverletzt, allerdings wurden dabei sämtliche Instrumente und der Bus komplett zerstört. Die Gruppe plant dennoch die Tournee fortzusetzen.
Ende Februar 2018 gab Tim Goergen seinen Posten als Sänger der Band aufgrund persönlicher und gesundheitlicher Probleme auf. Als Nachfolger wurde der frühere Sänger von Silence the Messenger, Steve Tinnon, vorgestellt.

## Stil
Auf dem Debütalbum Creature spielte Within the Ruins einen an den Metalcore angelehnten Sound mit melodischen Einschüben und gelegentlichen Moshparts. Reini vom österreichischen Stormbringer bezeichnet den Musikstil als eine Mischung aus Metalcore, Technical Death Metal und Mathcore. Auch wurden auf dem Album Einflüsse aus dem Melodic Death Metal erkannt.
Auf dem Nachfolgewerk Invade wird der Gruppe eine hohe technische Finesse attestiert. Allerdings wird diese Finesse auch als Nachteil für die Musik der Band genannt. Aufgrund ihrer Mischung verschiedenster Musikrichtungen ist es nicht einfach, die Musik der Gruppe komplett einzuordnen. Vergleichbar ist die Musik auf Invade mit Gruppen wie Born of Osiris und Veil of Maya. Sebastian Berning von Powermetal.de beschrieb, dass die Gruppe bei Invade da beginne, wo sie mit Creature aufgehört haben. Er beschreibt die Musik als „frickeligen und brutalen Deathcore“ und als eine „lauere Variante von Ion Dissonance“. Berning kommt zum Schluss, dass das zweite Album der Gruppe lediglich als weiteres Album in der Schnittmenge zwischen Death Metal und Metalcore untergehe, obwohl die hohen technischen Ansprüche zwar nicht schlecht seien, dennoch nicht zünden wollen.
Auch auf Elite ist der Sound vergleichbar mit Born of Osiris und Veil of Maya. Geprägt wird die Musik von zahlreichen Breakdowns und ständigen Änderungen innerhalb der Liedstruktur. Allerdings verlieren die einzelnen Stücke dadurch an Abwechslung. Wie auf den Vorgängern verarbeitet die Gruppe neben einigen Doublebass und Blastbeats auch jede Menge Melodik. Auch auf dem vierten Studioalbum Phenomena werden der Gruppe hohe technische Ansprüche zugesprochen. Vor allem das Gitarrenspiel von Joe Cocchi wird lobend erwähnt. Auch wird beschrieben, dass sich der Klang der Gruppe immer näher an den Thrash Metal und sogar den Djent anschmiege.

## Diskografie

### EPs
- 2006: Driven by Fear (Innerstrength Records)
- 2008: Empires (Innerstrength Records)
- 2011: Omen

### Alben
- 2009: Creature (Victory Records)
- 2010: Invade (Victory Records)
- 2013: Elite (E1 Music)
- 2014: Phenomena (E1 Music)
- 2017: Halfway Human (E1 Music)
- 2020: Black Heart (E1 Music)
- 2024: Phenomena II